# Nausithoe albatrossi
Nausithoe albatrossi är en manetart som först beskrevs av Maas 1897.  Nausithoe albatrossi ingår i släktet Nausithoe och familjen Nausithoidae. Inga underarter finns listade i Catalogue of Life.